# Tranås pastorat
Tranås pastorat är ett pastorat i Smålandsbygdens kontrakt (före 2017 Vedbo och Ydre kontrakt) i Linköpings stift i Svenska kyrkan. Pastoratet omfattar hela Tranås kommun i Jönköpings län.
Pastoratskoden är 021504.
Pastoratet bildades 2002 och omfattar följande församlingar:
- Säby församling
- Linderås församling
- Adelövs församling